# Randy Flagler
Randy Flagler (Overland Park, 21 augustus 1968) is een Amerikaans acteur.

## Biografie
Flagler is afgestudeerd aan de Baylor University in Waco (Texas).
Flagler begon in 2000 met acteren in de film Men of Honor, waarna hij nog meerdere rollen speelde in televisieseries en films. Hij is vooral bekend van zijn rol als reddingswerker Capp in de televisieserie Chicago Fire, waar hij al in 250 afleveringen speelde (2012-heden).

## Filmografie

### Films
Uitgezonderd korte films.
- 2011 The Double - als Miller
- 2009 2:13 - als ordebewaarder Rothman
- 2007 Bone Eater - als Henry
- 2000 Men of Honor - als chief E.O.D.

### Televisieseries
Uitgezonderd eenmalige gastrollen.
- 2012-heden Chicago Fire - als reddingswerker Capp - 251+ afl.
- 2018-2023 Chicago Med - als reddingswerker Capp - 4 afl.
- 2014-2019 Chicago P.D. - als reddingswerker Capp - 6 afl.
- 2010-2011 Raisin' Junior - als Kyle Busch Fanatic - 2 afl.
- 2010 The Young and the Restless - als Bailiff - 5 afl.
- 2009 24 - als vertegenwoordiger Prion Variant - 2 afl.